# Euryeidon schwendingeri
Euryeidon schwendingeri là một loài nhện trong họ Zodariidae.
Loài này thuộc chi Euryeidon. Euryeidon schwendingeri được Pakawin Dankittipakul & Rudy Jocqué miêu tả năm 2004.